# Dalila Berriche
Dalila Berriche est une nageuse tunisienne.

## Carrière
Dalila Berriche remporte la médaille d'or du 200 mètres brasse et la médaille d'argent du 100 mètres brasse aux Jeux africains de 1973 à Lagos.
Elle est médaillée d'argent du 100 mètres dos et du 200 mètres brasse aux championnats d'Afrique 1974 au Caire.